# 波利安人
| 星际旅行中主要的种族与势力              |
| --------------------------------------- |
| 星際聯邦 · 人类 · 瓦肯人 · 安多利人     |
| 貝塔索人 · 波利安人 · 德诺布拉人        |
| 罗慕伦人 · 克林贡人 ·巴库人 · 索利安人  |
| 葛恩人 · 佛瑞吉人 · 博格人 · 卡松人     |
| 卡达西人 · 贝久人 · 楚尔人 · 希罗吉恩人 |
| 自治同盟 · 布林人 · 新地人 · 8472种族   |

波利安人（英語：Bolian）是《星际旅行》虚构宇宙中的类人种族，主要出現於《銀河飛龍》、《銀河前哨》及《重返地球》中。
波利安人是星际联邦的一员，居住在波拉鲁斯星系的第九行星（英语：Bolarus IX），精通经济和金融。波利安人拥有蓝色的皮肤，头部有深蓝色西瓜状的斑纹和头脊。波利安人男性没有头发，女性只有头脊上有少许头发。